# Accident d'automobile
Cet article concerne le court métrage nommé Accident d’automobile. Pour le sens premier de l'expression, voir Accident de la route.
Pour plus de détails, voir Fiche technique et Distribution.
Accident d’automobile est un court métrage muet français, sorti en 1905 et produit par la Société Lumière.

## Description
Un homme traverse péniblement une route en s'appuyant sur une canne. C'est alors que surgit une automobile à toute allure et écrase le piéton en le coupant en plusieurs morceaux. Le chauffeur descend de son véhicule et constate les dégâts en se lamentant. Un colleur d'affiche, qui travaillait à proximité, se précipite pour porter secours. Il propose de recoller les membres de l'accidenté en urgence, ayant tout le matériel nécessaire sous la main. Après cette opération, la victime revient à la vie et continue sa route en titubant.

## Remarque
Même si ce n'est pas le propos, on peut constater le manque de rigueur de la mise en scène de l'opérateur à chaque phase de truquage. Le cycliste qui s'arrête pour porter secours et qui disparait subitement au moment de la résurrection du personnage est visuellement le plus flagrant.

## Fiche technique
- Titre original : Accident d’automobile
- Titre en polonais : Wypadek samochodowy
- Réalisation : Inconnu
- Production : Société Lumière
- Lieu de tournage : France
- Pays d'origine : France
- Vue no  : 2 021
- Genre : Vue comique
- Technique : Plusieurs plans par collures (3 trucages)
- Format : Court métrage - Muet - Noir et blanc - 1,30:1
- Durée : 1 min 2 s
- Date de réalisation : 1903
- Dates de sortie :
  -  France : 7 octobre 1905 annoncé à la vente

## Sources
- Catalogue Lumière, « Accident d’automobile » (consulté le 6 mars 2024).